# Be’er Ja’akow (stacja kolejowa)
Be’er Ja’akow (hebr.: באר יעקב) – stacja kolejowa w Be’er Ja’akow, w Izraelu. Jest obsługiwana przez Rakewet Jisra’el.
Stacja znajduje się w południowej części miasta Be’er Ja’akow. Dworzec jest przystosowany dla osób niepełnosprawnych.

## Połączenia
Pociągi z Be’er Ja’akow jadą do Lod, Tel Awiwu, Bene Berak, Petach Tikwa, Rosz ha-Ajin, Kefar Sawy, Naharijji, Hajfy, Riszon le-Cijjon, Binjamina-Giwat Ada, Netanii, Rechowot i Aszkelonu.